# American Hockey League 1943-1944
La stagione 1943-1944 è stata la 8ª edizione della American Hockey League, la più importante lega minore nordamericana di hockey su ghiaccio. L'impegno di Stati Uniti e Canada nella seconda guerra mondiale portò a un'ulteriore riduzione del numero delle squadre partecipanti rispetto alla stagione precedente. La stagione vide al via sei formazioni e al termine dei playoff i Buffalo Bisons conquistarono la loro seconda Calder Cup sconfiggendo i Cleveland Barons 4-0.

## Modifiche
- Vennero sospese momentaneamente le attività dei Washington Lions.
- Alcune formazioni cambiarono Division d'appartenenza.
- Providence e Pittsburgh giocarono due gare in meno poiché ininfluenti per la classifica finale.

## Stagione regolare

### Classifiche
East Division
|  | Pos. | Squadra         | Pt | G  | V  | S  | N  | GF  | GS  | DR  |
|  | ---- | --------------- | -- | -- | -- | -- | -- | --- | --- | --- |
|  | 1.   | Hershey Bears   | 68 | 54 | 30 | 16 | 8  | 181 | 133 | +48 |
|  | 2.   | Buffalo Bisons  | 63 | 54 | 25 | 16 | 13 | 201 | 168 | +33 |
|  | 3.   | Providence Reds | 27 | 52 | 11 | 36 | 5  | 126 | 214 | -88 |

West Division
|  | Pos. | Squadra               | Pt | G  | V  | S  | N  | GF  | GS  | DR  |
|  | ---- | --------------------- | -- | -- | -- | -- | -- | --- | --- | --- |
|  | 1.   | Cleveland Barons      | 78 | 54 | 33 | 14 | 7  | 224 | 176 | +48 |
|  | 2.   | Indianapolis Capitals | 62 | 54 | 20 | 18 | 16 | 156 | 156 | 0   |
|  | 3.   | Pittsburgh Hornets    | 36 | 52 | 12 | 31 | 9  | 140 | 181 | -41 |

Legenda:

      Ammesse ai Playoff
Note:

Due punti a vittoria, un punto a pareggio, zero a sconfitta.

### Statistiche
Classifica marcatori
| Giocatore       | Squadra               | PG | Gol | Assist | Punti |
| --------------- | --------------------- | -- | --- | ------ | ----- |
| Tom Burlington  | Cleveland Barons      | 52 | 33  | 49     | 82    |
| Fred Hunt       | Buffalo Bisons        | 52 | 27  | 53     | 80    |
| Les Cunningham  | Cleveland Barons      | 52 | 26  | 52     | 78    |
| Louis Trudel    | Cleveland Barons      | 52 | 29  | 47     | 76    |
| Fred Thurier    | Buffalo Bisons        | 39 | 33  | 40     | 73    |
| Earl Bartholome | Cleveland Barons      | 52 | 20  | 47     | 67    |
| Pete Horeck     | Cleveland Barons      | 54 | 34  | 29     | 63    |
| Larry Thibeault | Buffalo Bisons        | 51 | 18  | 45     | 63    |
| Bill Thomson    | Indianapolis Capitals | 45 | 20  | 38     | 58    |
| Jim O'Neill     | Hershey Bears         | 54 | 20  | 33     | 53    |
|                 |                       |    |     |        |       |

Classifica portieri
| Giocatore      | Squadra                 | PG | MGS  |  |
| -------------- | ----------------------- | -- | ---- |  |
| Nick Damore    | Hershey Bears           | 54 | 2.46 |  |
| Frank Ceryance | Buffalo Bisons          | 37 | 2.83 |  |
| Harry Lumley   | Indianapolis Capitals   | 52 | 2.84 |  |
| Paul Gauthier  | 2 franchigie (CLE, BUF) | 48 | 3.02 |  |
| Mike Karakas   | Providence Reds         | 25 | 3.40 |  |
|                |                         |    |      |  |

## Playoff
|  | Semifinali | Semifinali            | Semifinali |                |    | Calder Cup       | Calder Cup | Calder Cup |  |
|  |            |                       |            |                |    |                  |            |            |  |
|  | E1         | Hershey Bears         | 3          |                |    |                  |            |            |  |
|  | E1         | Hershey Bears         | 3          |                |    |                  |            |            |  |
|  | W1         | Cleveland Barons      | 4          |                |    |                  |            |            |  |
|  | W1         | Cleveland Barons      | 4          |                | W1 | Cleveland Barons | 0          |            |  |
|  |            |                       |            |                | W1 | Cleveland Barons | 0          |            |  |
|  |            |                       | E2         | Buffalo Bisons | 4  |                  |            |            |  |
|  | E2         | Buffalo Bisons        | E2         | Buffalo Bisons | 4  | 4                |            |            |  |
|  | E2         | Buffalo Bisons        |            |                |    |                  |            |            |  |
|  | W2         | Indianapolis Capitals | 1          |                |    |                  |            |            |  |

## Premi AHL
- Calder Cup: Buffalo Bisons
- F. G. "Teddy" Oke Trophy: Cleveland Barons

### Vincitori
| Buffalo Bisons | Portiere: Roger Bessette Difensori: Gordon Davidson, Jack Dyte, Roger Leger, Orville Waldriff Attaccanti: Walter Atanas, Max Bennett, Fred Hunt, Max Kaminsky, Lloyd Klein, Eldred Kobussen, Maurice Rimstad, Larry Thibeault, Fred Thurier, Bob Walton Allenatore: Art Chapman |

### AHL All-Star Team
First All-Star Team
- Attaccanti: Gaston Gauthier • Tom Burlington • Phil Hergesheimer
- Difensori: Bill Moe • Hank Lauzon
- Portiere: Nick Damore

Second All-Star Team
- Attaccanti: Louis Trudel • Les Cunningham • Wendell Jamieson
- Difensori: Gordon Davison • Dick Adolph
- Portiere: Roger Bessette